# Isaac Kashdan
Isaac Kashdan (New York, 19 novembre 1905 – New York, 20 febbraio 1985) è stato uno scacchista statunitense.
Fu uno dei più forti giocatori americani del ventennio 1930-1950. Alechin disse di lui che aveva le qualità per diventare campione del mondo. Vinse due volte il campionato USA open (nel 1938 e 1947) e partecipò a cinque Olimpiadi, vincendo cinque medaglie d'oro (tre di squadra e due individuali).
Era chiamato "il piccolo Capablanca" per la sua grande maestria nei finali.
Ottenne il titolo di Grande maestro nel 1954 e di Arbitro Internazionale nel 1960.
Lavorando come agente di una compagnia di assicurazioni, non si dedicò mai completamente agli scacchi, ciò che gli ha impedito di raggiungere più alti risultati che erano sicuramente alla sua portata.

## Principali risultati di torneo
- 1930:   1º a Stoccolma e Győr, 2º dietro ad Aaron Nimzowitsch a Francoforte sul Meno.
- 1931:   2º con 8,5/11 dietro a Capablanca a New York, 2º a Hastings 1931/32 dietro a Salo Flohr, 4º-7º a Bled.
- 1932:   =1º con Alechin a Città del Messico con 8,5/9, 2º dietro ad Alechin a Pasadena, 3º-4º al torneo di Londra (vinto da 
            Alechin).
- 1934:   2º a Syracuse dietro a Samuel Reshevsky.
- 1938:   =1º con Horowitz nel campionato USA open di Boston.
- 1940:   3º nel campionato USA a New York (vinto da Reshevsky), 1º nel torneo di L'Avana.
- 1941:   2º-4º nel campionato dello stato di New York, vinto da Reuben Fine.
- 1947:   1º nel campionato USA open di Corpus Christi.
- 1951:   2º nel campionato USA open di Fort Worth dietro a Larry Evans.

### Olimpiadi
Kashdan ottenne i migliori risultati giocando per la squadra degli Stati Uniti alle olimpiadi, portandola per tre volte alla vittoria (1931 - 1933 - 1937).
Complessivamente realizzò il 79,7 % (+52 -5 =22), vincendo nove medaglie. È quarto (dopo Tal', Karpov e Petrosjan) nella classifica dei migliori risultati tra chi ha partecipato ad almeno quattro olimpiadi.
Olimpiadi degli scacchi#Migliori risultati individuali nelle olimpiadi maschili
- Olimpiadi di L'Aia 1928 (1a scacchiera): +12 -1 =2. Medaglia d'oro individuale in 1a scacchiera.
- Olimpiadi di Amburgo 1930 (1a scacchiera): +12 -1 =4. Medaglia di bronzo individuale in 1a scacchiera (*). Vinse un premio speciale per il miglior finale, giocato nella partita con Flohr.
- Olimpiadi di Praga 1931 (1a scacchiera): +8 -1 =8. Medaglia d'oro di squadra e di bronzo individuale.
- Olimpiadi di Folkestone 1933 (1a scacchiera): +7 -1 =6. Medaglia d'oro di squadra e d'argento individuale.
- Olimpiadi di Stoccolma 1937 (3a scacchiera): +13 -1 =2. Medaglia d'oro di squadra e individuale.
 Miglior risultato percentuale tra tutti i partecipanti (87,5 %).

    (*) Rubinstein vinse l'oro con 15/17 e Flohr l'argento con 14½/17.

## Organizzatore, arbitro e scrittore
Nelle olimpiadi di Lipsia 1960 Kashdan fu il capitano non giocatore della squadra americana, che ottenne il 2º posto dietro alla squadra sovietica. La prima scacchiera della squadra USA era il diciassettenne Bobby Fischer.
Nel 1933 fondò assieme a Horowitz la rivista Chess Review. Scrisse il libro del torneo della 2ª Piatigorsky Cup nel 1966. Dal 1955 al 1982 fu redattore della rubrica scacchistica del Los Angeles Times (si era trasferito a Los Angeles nel 1940 con la famiglia).
Arbitrò molti importanti tornei, tra cui le due Piatigorsky Cup di Los Angeles 1933 e di Santa Monica 1966. Fu il principale organizzatore dei tornei di Lone Pine negli anni '70 e vicepresidente della U.S. Chess Federation per molti anni.